# Claus Stephani
Claus Stephani (n. 25 iulie 1938, Brașov), scriitor de limba germană, istoric de artă, etnolog și folclorist originar din România.

## Studiile și activitatea științifică
După absolvirea școlii primare (1952) Claus Stephani n-a fost admis la liceu fiind clasat de către autorități ca “fiu de fost exploatator”. Pentru a urma totuși liceul seral (1952-1958) a fost nevoit să se angajaze la vârsta de 15 ani în câmpul muncii lucrând în acest timp ca electrician, zidar și zețar.
Din 1960 până în 1965 a studiat germanistica și romanistica la București, după care a lucrat pentru scurt timp ca profesor de limba germană și muzeolog la Muzeul Simu.
Din 1967 până în 1990 a lucrat ca redactor, respectiv ca redactor șef adjunct (1985-1990), la revista de limbă germană Neue Literatur din București, organ al Uniunii Scriitorilor. Redactor fiind, a studiat jurnalistica la fără frecvență (1978–1983).
Din 1966 pâna în 1972 a fost secretar al Cenaclului literar german din București, care se întrunea la Casa scriitorilor "Mihail Sadoveanu", iar din 1972 pâna în 1976 a condus Clubul "Poesieclub" al casei de cultură "Friedrich Schiller", fiind și director onorific al secției germane a Universității populare din București.
A debutat în 1956 cu poezii scrise în limba română în cenaclul literar "M. Eminescu" din Brașov. În 1969 a publicat primul volum de versuri în limba germană (“Frage der Concha”) iar în 1970 a publicat prima carte despre țipțerii din Valea Vasărului (Maramureș).
După volumul de proză satirică (“Das Saurierfest”) cu referințe critice la reprezentanții societății în parvenire, pe care îi compară cu “saurieni”, a urmat în 1975 prima carte dedicată istoriei orale a țipțerilor din Bucovina, publicând între 1970-2008 în total 28 culegeri de legende și basme populare din zona Carpaților. Din pasiune pentru folclorul oral german și cel evreiesc din România, între 1968 și 1990 a întreprins o serie de călătorii de documentare, în cursul cărora a cules peste 2000 de texte, din care majoritatea au fost publicate ulterior în diverse volume proprii, unele fiind traduse apoi în limba română, italiană, engleză și macedoneană.
În 1990 a emigrat în Germania, unde a mai studiat etnologia europeană la universitatea din München, Universitatea Ludwig-Maximilian, luându-și 1995 tot acolo doctoratul în filozofie, tema tezei sale de doctorat fiind procesul și rolul narațiunii populare în Valea Vasărului (Maramureș), ca un spațiu elocvent, multietnic și multicultural.
Trăiește în capitala landului Bavaria ca istoric de artă, etnolog și scriitor liber profesionist.
A lucrat ca cercetător științific la Muzeul National Bavarez - Bayerisches Nationalmuseum din München și la secția de etnografie din Oberschleissheim.
Între 1992-2011 a fost președintele fondator al Comisiei pentru folclor evreiesc din Societatea germană de etnologie (Kommission für Ostjüdische Volkskunde in der DGV e.V., v. wrbsite-ul).
Este membru fondator al societății Mythologischer Round Table München der Joseph Campbell Foundation (MRTM-JCF; v. wrbsite-ul).

### Controversa privind colaborarea cu Securitatea
Prima trimitere directă la identitatea lui "Mircea Moga" apare în revista Halbjahresschrift für südosteuropäische Geschichte, Literatur und Politik (Revista bianuală pentru istorie, literatură și politică sud-est-europeană) unde William Totok scrie despre așa-zisa a doua fază a colaborării lui Stephani cu organele poliției secrete.
Anterior pe blogul acestei reviste „hjs-online“ (18 august 2009) a fost postat, tot de Totok, un document fără dată, întitulat „NOTA“ emis de Ministerul de Interne (3 pagini bătute la mașina de scris și semnate "MOGA" tot la mașina de scris) în care „Moga“ explică textele „subversive“ ale Grupului de Acțiune Banat ("Aktionsgruppe Banat"), apărute în revista "Neue Literatur", Nr. 4, 1974.
Aceeași „NOTA“ a publicat-o și Dieter Schlesak pe blogul său la data de 26 octombrie 2010 (între timp a eliminat-o), însă nu a publicat și documentul unde i-ar fi găsit pe acei informatori care l-ar fi spionat, adică „pe 'Moga' (Claus Stephani), un coleg de redacție de la 'Neue Literatur' și alții ca informatori [...]" (în original: "So fand ich 'Moga' (Claus Stephani), einen Redaktionskollegen bei der 'Neuen Literatur' und andere als IM [...]") – citat din articolul apărut în Frankfurter Allgemeine Zeitung (16 noiembrie 2010) unde Schlesak a făcut public rezultatul studiului dosarului său de urmărit al Securității.
Claus Stephani a publicat în cotidianul Frankfurter Allgemeine Zeitung (20 noiembrie 2010) eseul „Schwester Lüge, Bruder Schmerz“ (Soră Minciună, frate Durere), prin care a încercat să clarifice situația sa la începutul anilor 1960, prezentând împrejurările în care a fost forțat să devină, temporar, informator al Securității sub numele de cod “Mircea Moga”.
Acest articol a determinat replica scriitoarei Herta Müller, care a publicat un articol de protest tot în Frankfurter Allgemeine Zeitung (23 noiembrie 2010), unde a făcut trimitere la activitatea sa de informator până la căderea regimului comunist, afirmând, fără a se referi însă la fapte reale dovedite, că ei îi este cunoscut ca unul din cei mai zeloși turnători ai Securității, care nu a socotit necesar să-și exprime până astăzi un cuvânt de regret față de nici unul din cei mulți pe care i-a turnat. Din acuzațiile lui Herta Müller nu rezultă deloc de unde ar avea aceste informații.
Conform propriului articol în Frankfurter Allgemeine Zeitung reiese că Stephani a refuzat încă din 1963 să colaboreze cu securitatea, fapt însemnat nu numai în documentele din dosarul său personal din anii 1961-1968/69, ci chiar pe coperta dosarului ("refuz colaborare", "luat notă", vezi colțul dreapta sus al dosarului).
Stephani mai afirmă că ar exista doar trei rapoarte scrise de el, care au fost redactate "astfel încât - sper - nu au dăunat nimănui". 
Între timp, Stephani a corectat pe situl propriu această declarație, arătând că aceste trei manuscrise nu sunt rapoarte informative, fiind vorba de angajamentul dat sub constrângere în 1961, o listă a rudelor și prietenilor și o caracterizare pozitivă despre un prieten.
Tot aici Stephani declară că la C.N.S.A.S. a avut acces doar la dosarul lui din anii 1961-1968/69. La dosarul din anii 1970-1989 n-a avut acces până în prezent, chiar după aproximativ 26 cereri, dosarul “fiind încă negăsit”.
Într-o scrisoare din 25.01.2011, adresată lui Richard Wagner, Dragoș Petrescu, președintele C.N.S.A.S., îi face cunoscută identitatea numelui conspirativ "Marin" cu persoana lui Claus Stephani. Scurt timp după publicarea acestei știri pe blogul "hjs-online" s-a comunicat: Mitteilung von Google, 8.3.2011, 1:37:33 Uhr: Gemäß eines Gerichtsbeschlusses „waren wir gezwungen, diesen Beitrag zu entfernen”. // Google ne-a comunicat într-un mesaj, din 8.3.2011, ora 1:37:33, că „în baza unei decizii judecătorești am fost obligați să eliminăm acest articol”.
Respingând acuzațiile incriminatorii la adresa lui, Stephani a subliniat și a argumentat de mai multe ori că ele sunt nejustificate.
Claus Stephani i-a dat în judecată pe unii din inițiatorii campaniei împotriva persoanei lui: pe Stefan Sienerth, Richad Wagner și ziarul sașilor ardeleni Siebenbürgische Zeitung (München). În urma proceselor care au avut loc între 2011 și 2012 la Judecătoria (Landesgericht) München 1 și apoi în următoarea instanță, Oberlandesgericht, tot din München, toate sentințele ce s-au dat au fost în favoarea lui Stephani, dându-i-se dreptate, afirmațiile în presă nefiind dovedite, deci nejustificate.

## Scrieri

### Publicate în România
- Frage der Concha. Gedichte. Editura Tineretului, București, 1968
- Oben im Wassertal. Eine Zipser Chronik. Editura Kriterion, București, 1970
- Das Saurierfest. Kurze Prosa. Editura Kriterion, București, 1970
- Befragung heute. Junge deutsche Lyrik in Rumänien. Editura Kriterion, București, 1974
- Erfragte Wege. Zipser Texte aus der Südbukowina. Editura Kriterion, București, 1975
- Ruf ins offene Land. Lyrische Texte. Editura Kriterion, București, 1975
- Manchmal im Ostwind. Prosa. Editura Kriterion, București, 1977
- Die steinernen Blumen. Burzenländer sächsische Sagen und Ortsgeschichten. Editura Ion Creangă, București, 1977
- Tal der stummen Geigen. Volkserzählungen. Editura Ion Creangă, București, 1979
- Zipser Volkserzählungen aus der Maramuresch, der Südbukowina und dem Nösner Land. Editura Kriterion, București, 1981
- Eichen am Weg. Volkserzählungen der Deutschen aus Rumänien. Editura Dacia, Cluj-Napoca, 1982
- Das goldene Horn. Sächsische Sagen und Ortsgeschichten aus dem Nösner Land. Editura Ion Creangă, București, 1982
- Die Sonnenpferde. Volkserzählungen aus dem Zekescher Land. Editura Ion Creangă, București, 1983
- Das Mädchen aus dem Wald. Märchen, Sagen und Ortsgeschichten aus dem Radautzer Ländchen. Editura Ion Creangă, București, 1985
- Draussen singt Dorkia. Lyrische Marginalien. Editura Kriterion, București, 1985
- Wie das Wiesengras im Wind. Frauenschicksale. Protokolle. Editura Dacia, Cluj-Napoca, 1986
- Basme evreiești culese pe meleagurile Carpaților. Traducere din limba germană de Ruxandra Georgeta Hosu. Editura Hasefer, București, 2004. ISBN 973-630-054-4
- A fost un ștetl în Carpați. Convorbiri despre viața evreilor din Vișeu. Traducere din limba germană de Ruxandra Georgeta Hosu. Editura Hasefer, București, 2005. ISBN 973-630-089-7.
- Imaginea evreului în pictura modernă. Studiu introductiv / Das Bild des Juden in der modernen Malerei. Eine Einführung - ediție bilingvă, Editura Hasefer, București, 2006. ISBN 973-630-091-9
- Aaron cel curajos / Vom mutigen Aaron. Povestiri și basme evreiești. Ediție bilingvă, Editura Hasefer, București, 2008. ISBN 978-973-630-171-1 [16]
- Copil din flori. Roman. Traducere din limba germană de Ruxandra Hosu. Editura Hasefer, București, 2011. ISBN 978-973-630-240-4

### Publicate în Germania, Elveția, Austria, Italia, S.U.A., Macedonia, Polonia
- Die deutschen Töpfer von Baia Spriei. Verlag des Schweizer Landesmuseums, Zürich, 1967
- Oberösterreicher in der Maramuresch. Oberösterreichisches Landesmuseum, Linz, 1970
- Am Monte V.V. Lyrik. Edizione Verde, Milano, 1971
- Töpferkunst der Deutschen in Rumänien.Neujahrsgabe. Verlag des Schweizer Landesmuseums, Zürich, 1972
- Zipser Ssangl aus dem Wischauer Land und der Südbukowina. Edition Karpaten, Ravensburg, 1981
- Volkserzählungen der Zipser in Nordrumänien. N.G. Elwert Verlag, Marburg, 1983
- Jüdische Hirtengeschichten aus dem Wischauer Land. Edition Karpaten, Ravensburg, 1983
- Volksgut der Sathmarschwaben. N.G. Elwert Verlag, Marburg, 1985
- Zipser Mära und Kasska. N.G. Elwert Verlag, Marburg, 1989
- Frauen im Wassertal. Lebensprotokolle aus Ostmarmatien. Deutscher Taschenbuch Verlag, München, 1990
- Märchen der Rumäniendeutschen. (Reihe Die Märchen der Weltliteratur). Eugen Diederichs Verlag, München, 1991
- War einer Hersch, Fuhrmann. Leben und Leiden der Juden in Oberwischau. Erinnerungsgespräche. Athenäum Verlag, Frankfurt/Main, 1991
- Niemandmensch. Bericht einer Gedemütigten. Deutscher Taschenbuch Verlag, München, 1992
- Hans Mattis-Teutsch (1884-1960). Grafiken, Schriften, Zeitdokumente. Katalog (Schriftenreihe des HDO). München, 1993
- Sathmarschwäbische Lebensgeschichten. N.G. Elwert Verlag, Marburg, 1993
- Sagen der Rumäniendeutschen. Eugen Diederichs Verlag, München, 1994
- Das Wassertal in Ostmarmatien. Erzählvorgang und Erzählfunktion in einem multikulturellen, gemischtethnischen Gebiet. Dissertation. (Schriftenreihe der KOJV). Kiel/München, 1995
- Zeugen aus dem ostjüdischen Alltag. Hausrat und Handwerk am Rande der Karpaten. Begleitheft, Karl-Franzens-Universität, Graz, 1996
- Kostbarkeiten siebenbürgischer Töpferkunst. Die Sammlung Gabányi, Begleitbuch. (Schriftenreihe des HDO). München, 1998
- Ostjüdische Märchen. (Reihe Die Märchen der Weltliteratur). Eugen Diederichs Verlag, München, 1998
- Fiabe e leggende ebraiche. Traduzione di Eleonora Marcello, Editori Newton & Compton, Roma, 2001
- Fiabe e leggende ebraiche. Traduzione di Eleonora Marcello, Edizione Mondolibri, Milano, 2006
- Stunde der Wahrheit. Erzählungen. Literaturverlag Hans Boldt, Winsen/Luhe, 2007
- Die seltsame Süße der Gastlichkeit. Geschichten aus Siebenbürgen. (Winsener Hefte: 25). Literaturverlag Hans Boldt, Winsen/Luhe, 2008
- The Maiden of the Forest. Legends, Tales and Local History of Bukovina, Published by The Bukovina Society of the Americas Newsletter, Ellis/Kansas, 2008
- Blumenkind. Roman. Schirmer Graf Verlag, München, 2009 [17]
- "Grüne Mutter Bukowina". Deutsch-jüdische Schriftsteller der Bukowina. Eine Dokumentation in Handschriften, Büchern und Bildern. Katalog (Schriftenreihe des HDO). München, 2010
- Prikaznii na evreite od iz totșna Evropa. Prevod od germanski Stefan Simovski. Ogledalo Skopie, 2010
- Vor dem letzten Augenblick. Erzählungen aus verschwiegenen Zeiten. (Winsener Hefte: 35). Literaturverlag Hans Boldt, Winsen/Luhe, 2012. ISBN 978-3-928788-74-8.
- Kobieta, która porwal wiatr. Nasza Ksiegarnia: Warszawa, 2012 (Traducere în lb. polonă a romanului "Copil din flori"). ISBN 83-10-11896-1

## Distincții
- Premiul pentru poezie al Uniunii Scriitorilor din România (1975)
- Mențiune a premiului Andreas-Gryphius (1993)
- Premiul Nikolaus Lenau (1996)